# سينترال سانيتش (كولومبيا البريطانية)
سينترال سانيتش (بالإنجليزية: Central Saanich)‏ هي مدينة كندية تقع في مقاطعة كولومبيا البريطانية. تبلغ مساحة هذه المدينة 41.4199 (كم²)، ويبلغ عدد سكانها 15745 نسمة حسب إحصاء سنة 2006 م، بينما كان يسكنها 15348 نسمة في سنة 2001 م. تحتل هذه المدينة المرتبة رقم 241 بين مدن كندا حسب عدد السكان والمرتبة رقم 39 في المقاطعة. نما عدد السكان في هذه المدينة بنسبة (2.6) بين العامين المذكورين.

## وصلات خارجية
- الأطلس الحكومي لكندا
- إحصاءات كندا مع ساعة تعداد السكان